# Esquema gráfico
En lingüística cognitiva, un esquema gráfico  o esquema de imagen es una estructura mental rudimentaria, interiorizada y recurrente en los procesos cognitivos. Los esquemas gráficos derivan de la experiencia recopilada por el ser humano en el mundo exterior con el que interactúa. 
Un esquema de imagen (tanto los esquemas como los esquemas se usan como formas plurales) es una estructura recurrente dentro de nuestros procesos cognitivos que establece patrones de comprensión y razonamiento. Como un suplente de la cognición incorporada, los esquemas de imágenes se forman a partir de nuestras interacciones corporales, de la experiencia lingüística y del contexto histórico. El término se introduce en el libro de Mark Johnson El cuerpo en la mente; en el estudio de caso 2 de George Lakoff's Women, Fire and Dangerous Things: y explicado más detalladamente por Todd Oakley en The Oxford handbook ofcognitive lingüística; de Rudolf Arnheim en Visual Thinking; por la colección From Perception to Meaning: Image Schemas in Cognitive Linguistics editada por Beate Hampe y Joseph E. Grady.
En la lingüística cognitiva contemporánea, un esquema de imagen se considera una estructura de experiencia prelingüística incorporada que motiva los mapeos de metáforas conceptuales. Aprendidas en la primera infancia, a menudo se describen como relaciones espaciotemporales que permiten acciones y describen características del entorno. Existen tanto en versión estática como dinámica, describiendo tanto estados como procesos, comparan Contención versus Going_In/Out, y se aprenden de todas las modalidades sensoriales.
La evidencia de los esquemas de imagen se extrae de una serie de disciplinas relacionadas, incluido el trabajo sobre la cognición intermodal en psicología, de la cognición espacial tanto en lingüística como en psicología, lingüística cognitiva, y de la neurociencia. Las influencias de los esquemas de imágenes no solo se observan en la lingüística cognitiva y la psicología del desarrollo, sino también en el diseño de interfaces y, más recientemente, la teoría se ha vuelto de mayor interés en la inteligencia artificial y la robótica cognitiva[8] para ayudar a fundamentar sentido.